# 巴斯克语历史
巴斯克语（ [eus̺ˈkaɾa]）是巴斯克地区的一种前印欧语，其分布地域沿着西班牙和法国交界处的比斯开湾东岸延伸，横跨比利牛斯山西部。它被分类为孤立语言，除已灭绝的阿基坦语外不与任何其他已知的语言有同源关系。阿基坦语被认为是巴斯克语的祖先。:35:60–61

自罗马时代以来巴斯克语语区的萎缩

巴斯克语被认为是曾广泛分布在西欧的一个前印欧语语系的残留。:10罗马帝国时代绝大部分地区都讲印欧语，但地名、人名和碑文证实，比利牛斯山脉周边存在着一种类似于巴斯克语的语言。自中世纪前期以来，巴斯克语在地理上有所消退，主要局限于巴斯克地区。巴斯克语既影响了地理上相邻地区的语言，也受其影响借入了一些借词和语法结构。
16世纪以来，巴斯克人把他们的母语带到了海外，特别是带进了美洲，并被稀释进规模更大的殖民地语言，如西班牙语、法语或英语之中。直到20世纪末，巴斯克语仍是一种口头语言，很少用于写作。第一份巴斯克语文献是写于1545年的《Linguae Vasconum Primitiae（早期巴斯克语）》。巴斯克语很長時間都不是官方語文，并逐渐被排除在管理、教育、行政和教会所用的口语之外。20世纪，学者、作家和社会活动家力图创造一个统一、正式的巴斯克语标准，最终在1968年推出了标准巴斯克语（euskara batua）。